# セミョーン・スニトコフスキー
セミョーン・イサエヴィチ・スニトコフスキー（ロシア語: Семён Исаевич  Снитковский；ラテン文字転写例:Semyon Isaevich Snitkovsky, 1933年8月9日 - 1981年4月4日）は、ソビエト連邦出身のヴァイオリン奏者。

## 経歴
1933年、ウクライナ社会主義ソビエト共和国・オデッサで生まれた。1940年にピョートル・ストリャルスキー記念音楽学校に入ってヴァイオリンを学ぶが、ほどなくして第二次世界大戦のために学業の中断を余儀なくされた。戦時下初期には母や弟とサマルカンドに疎開した。
戦後の1946年、ベニヤミニ・モルドコヴィチに師事してヴァイオリンを学んだ。1949年にはソロ・コンサートを開くまでになり、1951年にオデッサ音楽院に入学し、正式にモルドコヴィチのクラスで研鑽を続けた。音楽院在学中からオデッサ・フィルハーモニー管弦楽団の演奏会に出演して経験を積み、1956年にはリヴィウ・フィルハーモニー管弦楽団のソリスト及びリヴィウ音楽院のヴァイオリン科講師に就任した。
しかしさらに研鑽を積むため1957年にモスクワ音楽院に入学し、ダヴィッド・オイストラフの薫陶を受け、すぐにオイストラフの助手に任命された。また同年に全ソ連音楽コンクールで入賞し、モスクワで開かれた世界青年学生祭典のコンクールで第3位となった。1958年にはブカレストのジョルジェ・エネスク国際音楽コンクールのヴァイオリン部門でシュテファン・ルハと第１位を分け合い、1963年のエリザベート王妃国際音楽コンクールで２位入賞を果たした。
1976年にはモスクワ音楽院の教授に昇格し、フランツ・リスト音楽院の教授も兼任した。またドイツ、スイスやフランスなど各地でマスター・クラスを開き、熱心に後進の指導に当たっていた。
1981年、モスクワにて死去。

## 註
1. ↑  Снитковский С. И. - academic.ru
2. ↑  Семён Снитковский - vk.com　vk.com

| スタブアイコン | サブスタブ | この項目は、まだ閲覧者の調べものの参照としては役立たない、人物に関連した書きかけの項目です。この項目を加筆・訂正などしてくださる協力者を求めています（P:人物伝/PJ:人物伝）。 |